# Nathanael G. Pendleton
Nathanael Greene Pendleton (* 25. August 1793 in Savannah, Georgia; † 16. Juni 1861 in Cincinnati, Ohio) war ein US-amerikanischer Politiker der United States Whig Party. Von 1841 bis 1843 war er Mitglied des Repräsentantenhauses der Vereinigten Staaten für den 1. Kongressdistrikt des Bundesstaates Ohio.

## Leben
Nach seiner Geburt zogen seine Eltern mit ihm nach New York City. 1813 schloss er an der Columbia University ab. Er studierte dort Jura. Nachdem er als Rechtsanwalt zugelassen worden war, diente er im Britisch-Amerikanischen Krieg. 1818 zog er nach Cincinnati. Dort war er weiter als Anwalt tätig. Von 1825 bis 1829 saß er im Senat von Ohio. 
Als Vertreter der Whig Party wurde er für eine Legislaturperiode, die von 1841 bis 1843 dauerte, ins US-Repräsentantenhaus gewählt. Er vertrat dort die Interessen des 1. Distrikts von Ohio. Er ließ sich nicht zur Wiederwahl aufstellen. Bis zu seinem Tod nahm er wieder die Anwaltstätigkeit in Cincinnati auf. 
Pendleton wurde auf dem Spring Grove Cemetery beigesetzt. Sein Sohn George wurde später Senator für Ohio. 